# Jan Peter Balkenende
Jan Peter Balkenende (egentlig Jan Pieter Balkenende, født 7. maj 1956 i Biezelinge, Kapelle, Zeeland, Holland) var fra 22. juli 2002 til 14. oktober 2010 Hollands premierminister, valgt for det kristendemokratiske parti Christen-Democratisch Appèl.
Balkenende gik i protestantisk grundskole i Kapelle og kom senere i en kristen skole i Goes. Fra 1974 til 1980 læste han historie, og fra 1979-1982 jura ved Vrije Universiteit i Amsterdam. I 1992 opnåede han en ph.D.-grad i jura med en afhandling, der var kraftigt inspireret af kommunitarismen. Han blev senere professor i kristen-social filosofi ved Vrije Universiteit.
Den politiske karriere begyndte som ansat i researchafdelingen i Christen Democratisch Appèl og som byrådsmedlem i Amstelveen. Han blev medlem af det hollandske parlaments underhus, Tweede Kamer, i marts 1988. CDA befandt sig på daværende tidspunkt i opposition, og Balkenende blev partiets finansordfører, men var også involveret i sociale forhold, retspolitik og indenrigspolitik.
I oktober 2001 blev han formand for partiets gruppe i parlamentet og allerede november samme år blev han valgt som partiets lijsttrekker – spidskandidat – ved det kommende parlamentsvalg i 2002. Det valg blev historisk, idet den populistiske politiker Pim Fortuyn blev dræbt kort forinden, hvilket bremsede valgkampen. Valgresultatet betød, at CDA genindtog sin tidligere position som parlamentets største parti. Balkenende dannede en koalitionsregering med det liberale VVD og det socialliberale D66. Sidstnævnte forlod regeringen i juni 2006, og Balkenende udskrev nyvalg. Efter tre måneders svære forhandlinger blev der dannet en ny koalitionsregering, bestående af CDA, Partij van de Arbeid og ChristenUnie.
Efter et skuffende resultat ved valget i 2010 trak Balkenende sig tilbage fra aktiv politik og blev partner i Ernst & Young samt professor i statskundskab ved Erasmus Universiteit Rotterdam.